# Universidad de Hannover
La Universidad de Hannover, de nombre oficial en alemán Gottfried Wilhelm Leibniz Universität Hannover o abreviado LUH, es una universidad situada en la ciudad de Hannover, en Baja Sajonia, Alemania. Fundada en 1831 es una de las universidades de ciencia y tecnología más grandes y antiguas de Alemania, además de ser la segunda mayor institución de nivel superior en Baja Sajonia. En el año 2015/2016 estudiaban en la universidad 26.800 estudiantes, de los cuales 2.400 eran extranjeros provenientes de más de 120 países.
La Universidad Leibniz de Hannover es miembro de la TU9, la sociedad que reúne a las 9 universidades técnicas más importantes del país. Es también miembro de la CESAER, una asociación sin ánimo de lucro que reúne las principales universidades de ingeniería en Europa. La universidad patrocina la Biblioteca Nacional Alemana de Ciencia y Tecnología (TIB), la mayor biblioteca de ciencia y tecnología en el mundo.

## Historia
La universidad se fundó en 1831 como escuela superior de comercio. En 1879 ascendió a Universidad Real Técnica y en 1898 obtuvo el derecho para formar a doctores. 
El perfil de la universidad, desde sus comienzos, estuvo centrado en la ciencia y la tecnología. A lo largo del siglo XX se abrieron facultades de arte y humanidades y la, anteriormente independiente, Universidad para la Formación de Maestros, fue integrada en la universidad.

## Facultades y personal

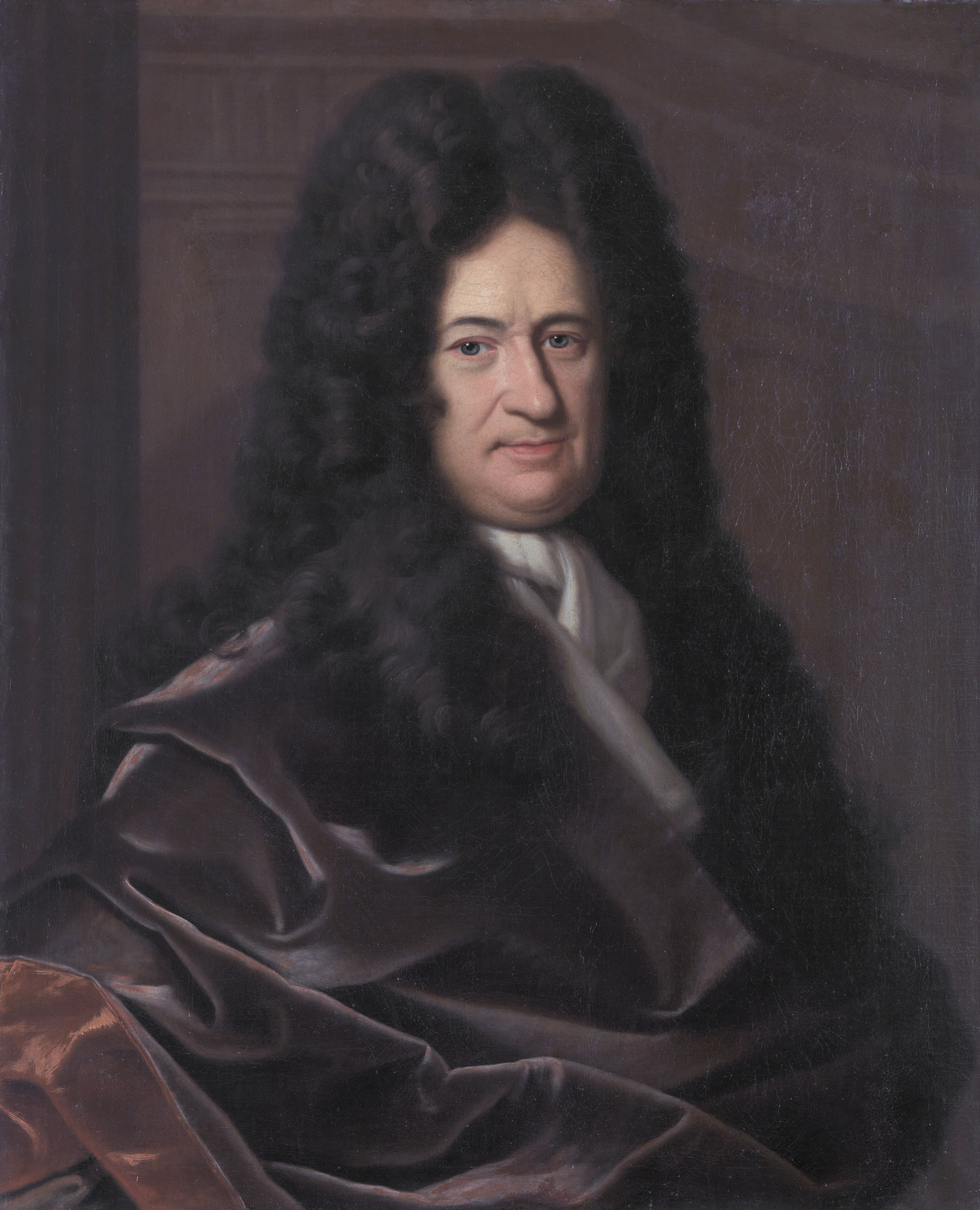
Gottfried Wilhelm Leibniz

Nueve facultades con más de 190 cursos de primer grado a tiempo completo y a tiempo parcial la convierten en la segunda institución superior educativa de Baja Sajonia. 
La universidad cuenta con una plantilla de 2.980 empleados dedicados a la investigación y enseñanza, de los cuales 329 son profesores, 1.830 empleados técnicos y administrativos, con un total de 4.810 empleados.
Las facultades que componen a la Universidad son:
- Facultad de Arquitectura y Ciencias del Paisaje
- Facultad de Ingeniería Civil y Ciencia Geodética
- Facultad de Economía y Gestión
- Facultad de Ingeniería Eléctrica y Ciencias de la Computación
- Facultad de Humanidades
- Facultad de Derecho
- Facultad de Matemáticas y Física
- Facultad de Ingeniería Mecánica
- Facultad de Ciencias Naturales

## Instalaciones

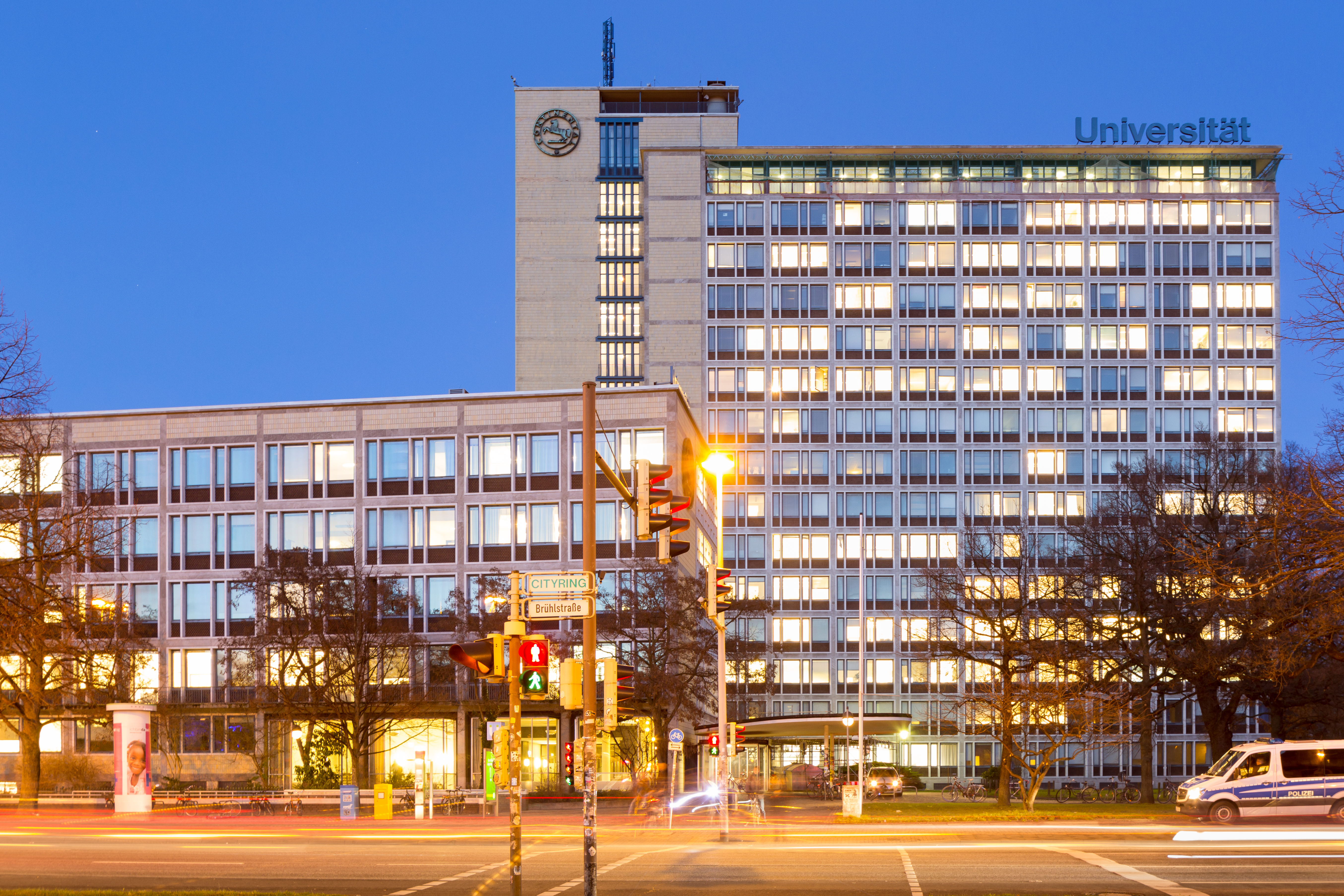
La Conti-Tower en la Königsworther Platz, edificio de leyes, ciencias económicas y lingüística.

El campus de la universidad se extiende sobre 160 edificios que ocupan 326.200 m² de superficie.

## Presupuesto
Del estado alemán la universidad recibe 236.4 millones de euros, además de recibir 108.8 millones de euros de fondos de terceros, 65.4 millones de fondos especiales del país, 8.5 millones por concepto de matrículas y otros ingresos por 37.3 millones de euros.

## Biblioteca de la universidad y TIB

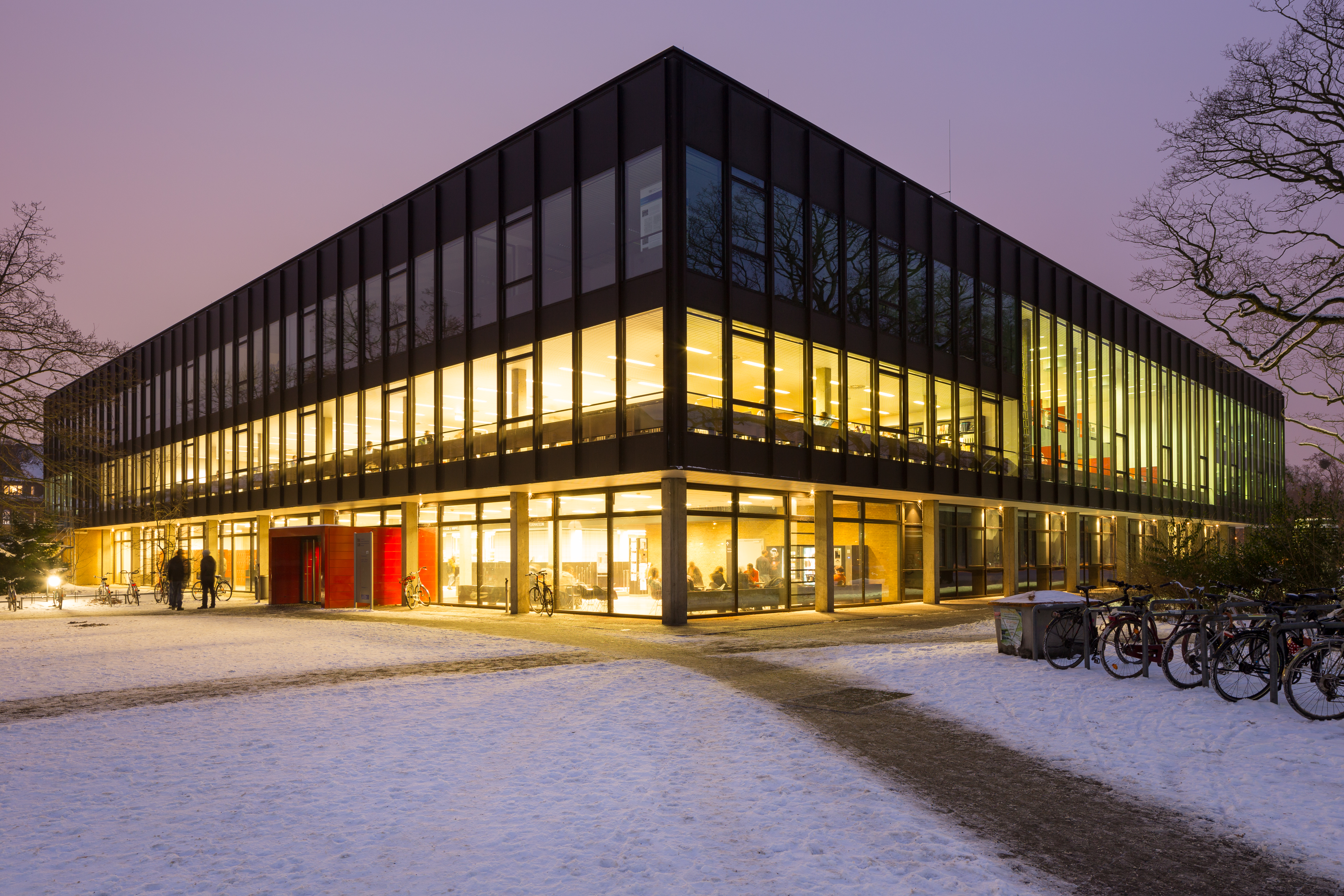
Biblioteca Nacional alemana de Ciencia y Tecnología ubicada en Hannover.

La biblioteca fue establecida en la fundación de la Höhere Gewerbeschule/Polytechnische Schule en 1831. Se expandió cuando la institución evolucionó a un centro de formación profesional/técnica. La extracción de libros durante Segunda Guerra Mundial en Alemania la convirtió en la única colección nacional de la literatura científica y técnica en la Alemania en el periodo de la posguerra. Esta fue la base sobre la que la biblioteca del Instituto de Tecnología (en alemán: Technische Informationsbibliothek) se estableció en 1959. Hoy en día la colección forma el corazón de la Biblioteca Nacional Alemana de Ciencia y Tecnología, la cual es la institución más grande de su tipo en el mundo. Página de la TIB

## Estudiantes y profesores destacados

### Profesores
- Peter Antes (1942), profesor de religión.
- Friedrich Bergius (1884–1949), químico, Premio Nobel de Química (1931).
- Constantin Carathéodory (1873–1950), matemático y profesor.
- Karsten Danzmann (1955), físico alemán.
- Horst Dreier (1954), abogado.
- Gerhard Ertl (1936), físico y químico, Premio Nobel de Química (2007).
- J. Hans D. Jensen (1907–1973), físico alemán, Premio Nobel de Física (1963).
- Karl Karmarsch (1803–1879), ingeniero y educador.
- Theodor Lessing (1872–1933), filósofo.
- Oskar Negt (1934), filósofo social.
- Eduard Pestel (1914–1988), ingeniero y político.
- Ludwig Prandtl (1875 – 1953), físico, profesor e ingeniero en fluidos y aerodinámica.
- Klaus Töpfer (1938), político alemán (Christian Democratic Union).

### Alumnos
- Carl F. W. Borgward (1890–1963), empresario, fabricante de automóviles e ingeniero.[3]
- Walter Bruch (1908–1990), ingeniero electrónico.
- Alfred Bucherer (1863–1927), físico.
- Wilhelm Busch (1832–1908), poeta y artista.
- Erich Gutenberg (1897–1984), economista alemán
- Rento Hofstede Crull (1863–1938), pionero en electricidad.
- Wolfgang Jüttner (1948), político alemán (Social Democratic Party of Germany)
- David McAllister (1971), político alemán (Christian Democratic Union)
- Christian Otto Mohr (1835–1918), ingeniero civil.
- Carl Adam Petri (1926–2010), matemático y especialista en ciencias de computación.
- Frank Pohlmann (1959), político estadounidense.
- Hans Heinrich Brüning (1848-1928)